# Święto Okima
Święto Okima – obchodzone przez Indian Witoto (Huitoto) wielkie święto związane z pomnożeniem zbiorów manioku i jednoczesnym kultem zmarłych przodków plemienia. Wierzyli, że w bulwach i owocach najróżniejszych roślin zamieszkuje Moma, mityczny założyciel i opiekun rodu ludzkiego oraz władca świata zmarłych.